# Saut en longueur masculin aux championnats du monde d'athlétisme 2019
Pour un article plus général, voir Championnats du monde d'athlétisme 2019.
Navigation
Londres 2017 Eugene 2022
L'épreuve du saut en longueur masculin des championnats du monde de 2019 se déroule les 27 et 28 septembre 2019 dans le Khalifa International Stadium, au Qatar. 
Avec un saut à 8,40 m aux qualifications, le seul au-delà de la limite qualificative fixée par les organisateurs à 8,15 m, le numéro un mondial, le Cubain Juan Miguel Echevarría, était le favori de la compétition.
Cependant le Jamaïcain Tajay Gayle, qualifié de justesse la veille avec 7,89 m au dernier essai, prend la tête dès le 1er essai de la finale avec 8,46 m, record personnel, et ne sera plus rejoint. Après 3 essais l'Américain Jeff Henderson occupe la 2e place avec 8,38 m, un centimètre de mieux que son record de l'année tandis qu'Echevarría est 3e avec 8,34 m.
Gayle s'assure définitivement la médaille d'or au 4e essai avec 8,69 m, ce qui représente une amélioration de 37 cm par rapport à son record personnel d'avant championnats. C'est le premier titre mondial jamaïcain dans cette discipline et le plus long saut mesuré en championnats du monde depuis 24 ans. 
Le champion du monde en titre Luvo Manyonga saute à 8,28 m au dernier essai, ce qui lui vaut finalement la 4e place.

## Records et performances

### Records
Les records du saut en longueur hommes (mondial, des championnats et par continent) étaient avant les championnats 2019 les suivants.
| Record                    | Athlète                     | Pays             | Résultats | Lieu                 | Date            |
| ------------------------- | --------------------------- | ---------------- | --------- | -------------------- | --------------- |
| Record du monde           | Mike Powell                 | États-Unis       | 8,95 m    | Tokyo                | 30 août 1991    |
| Record des championnats   | Mike Powell                 | États-Unis       | 8,95 m    | Tokyo                | 30 août 1991    |
| Record d'Afrique          | Luvo Manyonga               | Afrique du Sud   | 8,65 m    | Potchefstroom        | 22 avril 2017   |
| Record d'Asie             | Mohamed Salman Al Khuwalidi | Arabie saoudite  | 8,48 m    | Sotteville-lès-Rouen | 2 juillet 2006  |
| Record d'Amérique du Nord | Mike Powell                 | États-Unis       | 8,95 m    | Tokyo                | 30 août 1991    |
| Record d'Amérique du Sud  | Irving Saladino             | Panama           | 8,73 m    | Hengelo              | 24 mai 2008     |
| Record d'Europe           | Robert Emmiyan              | Union soviétique | 8,86 m    | Tsakhkadzor          | 22 mai 1987     |
| Record d'Océanie          | Mitchell Watt               | Australie        | 8,54 m    | Stockholm            | 29 juillet 2011 |

### Meilleures Performances
Les dix athlètes les plus performants de l'année sont, avant les championnats, les suivants :
|   | Athlète                | Pays              | Résultats | Lieu              | Date            |
| - | ---------------------- | ----------------- | --------- | ----------------- | --------------- |
| 1 | Juan Miguel Echevarría | Cuba              | 8,65 m    | Zurich            | 29 août 2019    |
| 2 | Zarck Visser           | Afrique du Sud    | 8,41 m    | Germiston         | 23 mars 2019    |
| 3 | Shotaro Shiroyama      | Japon             | 8,40 m    | Fukui             | 17 août 2019    |
| 4 | Jeffrey Henderson      | États-Unis        | 8,38 m    | Provo             | 27 avril 2019   |
| 5 | Luvo Manyonga          | Afrique du Sud    | 8,37 m    | Londres           | 20 juillet 2019 |
| 6 | Miltiádis Tentóglou    | Grèce             | 8,32 m    | Gävle             | 12 juillet 2019 |
| 6 | Tajay Gayle            | Jamaïque          | 8,32 m    | Londres           | 20 juillet 2019 |
| 6 | Yuki Hashioka          | Japon             | 8,32 m    | Fukui             | 17 août 2019    |
| 9 | Zhang Yaoguang         | Chine             | 8,25 m    | La Chaux-de-Fonds | 30 juin 2019    |
| 9 | Andwuelle Wright       | Trinité-et-Tobago | 8,25 m    | Queretaro         | 5 juillet 2019  |
| 9 | Steffin McCarter       | États-Unis        | 8,25 m    | Chula Vista       | 13 juillet 2019 |

## Critères de qualification
Pour se qualifier pour les championnats, il faut avoir réalisé 8,17 m entre le 7 septembre 2018 et le 6 septembre 2019.

## Résultats

### Finale
| Rang               | Athlète                | Pays           | Essais | Essais | Essais | Essais | Essais | Essais | Marque | Notes  |
| Rang               | Athlète                | Pays           | 1      | 2      | 3      | 4      | 5      | 6      | Marque | Notes  |
| ------------------ | ---------------------- | -------------- | ------ | ------ | ------ | ------ | ------ | ------ | ------ | ------ |
| Médaille d'or      | Tajay Gayle            | Jamaïque       | 8,46   | x      | x      | 8,69   | –      | –      | 8,69 m | WL, NR |
| Médaille d'argent  | Jeff Henderson         | États-Unis     | 8,28   | 8,18   | 8,39   | 7,03   | 8,13   | 8,17   | 8,39 m | SB     |
| Médaille de bronze | Juan Miguel Echevarría | Cuba           | 8,25   | 8,14   | 8,34   | 8,30   | 7,91   | x      | 8,34 m |        |
| 4                  | Luvo Manyonga          | Afrique du Sud | 8,16   | 8,05   | 8,18   | 8,10   | 8,24   | 8,28   | 8,28 m |        |
| 5                  | Ruswahl Samaai         | Afrique du Sud | 8,11   | 8,15   | 8,23   | x      | x      | 8,06   | 8,23 m | SB     |
| 6                  | Wang Jianan            | Chine          | x      | 7,89   | 8,05   | x      | x      | 8,20   | 8,20 m | SB     |
| 7                  | Eusebio Cáceres        | Espagne        | 8,01   | 6,31   | x      | x      | 7,95   | x      | 8,01 m |        |
| 8                  | Yuki Hashioka          | Japon          | 7,88   | 7,89   | 7,97   | 7,82   | x      | 7,70   | 7,97 m |        |
| 9                  | Thobias Montler        | Suède          | 7,88   | x      | 7,96   |        |        |        | 7,96 m |        |
| 10                 | Miltiadis Tentoglou    | Grèce          | 7,77   | x      | 7,79   |        |        |        | 7,79 m |        |
| 11                 | Shotaro Shiroyama      | Japon          | 7,77   | 7,61   | 7,61   |        |        |        | 7,77 m |        |
|                    | Steffin McCarter       | États-Unis     | x      | x      | x      |        |        |        | NM     | NM     |

### Qualifications
Qualification : 8,15 m (Q) ou les 12 meilleurs performeurs (q).
| Rang | Groupe | Athlète                | Nationalité       | Essais | Essais | Essais | Marque | Notes |
| Rang | Groupe | Athlète                | Nationalité       | 1      | 2      | 3      | Marque | Notes |
| ---- | ------ | ---------------------- | ----------------- | ------ | ------ | ------ | ------ | ----- |
| 1    | A      | Juan Miguel Echevarría | Cuba              | 8,40   |        |        | 8,40   | Q     |
| 2    | B      | Jeff Henderson         | États-Unis        | 7,78   | 7,78   | 8,12   | 8,12   | q     |
| 3    | A      | Yuki Hashioka          | Japon             | 7,64   | 8,07   |        | 8,07   | q     |
| 4    | A      | Steffin McCarter       | États-Unis        | 7,84   | 8,04   |        | 8,04   | q     |
| 5    | B      | Ruswahl Samaai         | Afrique du Sud    | 6,49   | 7,93   | 8,01   | 8,01   | q     |
| 6    | B      | Eusebio Cáceres        | Espagne           | 7,79   | 8,01   |        | 8,01   | q     |
| 7    | A      | Miltiadis Tentoglou    | Grèce             | 7,62   | 7,67   | 8,00   | 8,00   | q     |
| 8    | B      | Shotaro Shiroyama      | Japon             | 7,94   | 7,62   | x      | 7,94   | q     |
| 9    | B      | Thobias Montler        | Suède             | 7,92   | 7,84   | x      | 7,92   | q     |
| 10   | A      | Luvo Manyonga          | Afrique du Sud    | 7,87   | 7,91   | 7,90   | 7,91   | q     |
| 11   | B      | Wang Jianan            | Chine             | 7,73   | 7,89   | 7,81   | 7,89   | q     |
| 12   | B      | Tajay Gayle            | Jamaïque          | 7,81   | x      | 7,89   | 7,89   | q     |
| 13   | A      | Henry Frayne           | Australie         | x      | 7,76   | 7,86   | 7,86   |       |
| 14   | B      | Zhang Yaoguang         | Chine             | 7,82   | 7,77   | 7,64   | 7,82   |       |
| 15   | B      | Darcy Roper            | Australie         | 7,76   | 7,82   | 7,73   | 7,82   |       |
| 16   | A      | Huang Changzhou        | Chine             | 7,81   | 7,72   | 7,68   | 7,81   |       |
| 17   | A      | Andwuelle Wright       | Trinité-et-Tobago | x      | 7,76   | 7,76   | 7,76   |       |
| 18   | B      | Hibiki Tsuha           | Japon             | 7,56   | 7,56   | 7,72   | 7,72   |       |
| 19   | A      | Héctor Santos          | Espagne           | 7,69   | 7,69   | 7,54   | 7,69   |       |
| 20   | B      | Emiliano Lasa          | Uruguay           | 7,64   | 7,61   | 7,66   | 7,66   |       |
| 21   | A      | Trumaine Jefferson     | États-Unis        | x      | 7,54   | 7,63   | 7,63   |       |
| 22   | B      | M. Sreeshankar         | Inde              | 7,52   | 7,62   | x      | 7,62   |       |
| 23   | A      | Emanuel Archibald      | Guyana            | 7,35   | 7,40   | 7,56   | 7,56   |       |
| 24   | A      | Henry Smith            | Australie         | 7,37   | 7,48   | 7,50   | 7,50   |       |
| 25   | B      | Tyrone Smith           | Bermudes          | 7,45   | 7,40   | 7,49   | 7,49   |       |
| 26   | B      | Yahya Berrabah         | Maroc             | x      | 7,37   | 7,29   | 7,37   |       |
|      | A      | Lin Chia-Hsing         | Taipei chinois    | x      | x      | x      | NM     | NM    |

## Légende
Records et Performances
- AR : Record continental (area record)
- CR : Record des championnats (championship record)
- MR : Record du meeting (meet record)
- NR : Record national (national record)
- OR : Record olympique (olympic record)
- PR : Record paralympique (paralympic record)
- PB : Record personnel (personal best)
- SB : Meilleure performance personnelle de la saison (season's best)
- WL : Meilleure performance mondiale de l'année (world leader)
- WJR : Record du monde junior (world junior record)
- WR : Record du monde (world record)

Circonstances et Conditions
- DNF : N'a pas terminé (did not finish)
- DNS : N'a pas pris le départ (did not start)
- DQ : Disqualification (disqualification)
- NM : Aucun essai valable enregistré (No Mark)
- Q : Qualifié « directement » au prochain tour (ou à la prochaine compétition), lors d'une compétition majeure, grâce au classement ou à la réalisation des minima (automatic qualifier)
- q : Qualifié au prochain tour (ou à la prochaine compétition), lors d'une compétition majeure, grâce au repêchage ou à la réalisation de l'une des meilleures performances parmi celles des « non qualifiés directement » (grâce au meilleur temps ou à la meilleure distance par exemple) (secondary qualifier)